# Вільям Коллам
Вільям Коллам (англ. Willie Collum; нар. 18 січня 1979 року, Глазго, Шотландія) — шотландський футбольний арбітр. Обслуговує матчі різного рівня з 2000 року. З 2005 року Вільям судить поєдинки вищого шотландського дивізіону. 2006 року Каллам був включений у список арбітрів ФІФА. Обслуговує матчі Ліги чемпіонів УЄФА та Ліги Європи УЄФА.

## Кар'єра
Суддею почав працювати 2000 року в Шотландський футбольній лізі. З 2008 Коллам вже судив міжнародні матчі, зокрема матчі в фінальній частині юнацького чемпіонату Європи (U-19) 2008 та фінал турніру. У вересні 2010 відсудив свій перший матч Ліги чемпіонів УЄФА на груповому етапі між командами «Копенгаген» та «Панатінаїкос», у якому перемогу здобув данський клуб 2:0. 
24 жовтня 2010 Вільям судив свій перший матч Олд Фірм на «Селтік Парк». Після матчу йому та на адресу його сім'ї надходили погрози.
19 грудня 2011 він вдруге відсудив матч «Старої Фірми» на «Селтік Парк». Всупереч побоюванням ця гра пройшла без інцидентів, єдина помилка лайнсмена, що він скасував гол «Глазго Рейнджерс» у першому таймі. 
11 червня 2012 року шотландець увійшов до списку Елітних рефері ФІФА. 
2013 відпрацював на фіналі Кубка Шотландії (гра відбувалась на стадіоні Гемпден-Парк) між «Гіберніаном» та «Селтіком» і завершилась перемогою клубу з Глазго 3:0.
11 серпня 2015 Коллам був головним арбітром у матчі за Суперкубок УЄФА між іспанськими клубами «Барселона» та «Севілья» (5:4).
У Лізі чемпіонів 2015/16 судив матч чемпіонів між «Базелем» та «Маккабі» (Тель-Авів).
1 березня 2016 увійшов до складу суддівської бригади для обслуговування матчів чемпіонату Європи з футболу 2016.

## Статистика
| Сезон   | Матчі | Разом | за матч | Разом | за матч |
| ------- | ----- | ----- | ------- | ----- | ------- |
| 2004-05 | 8     | 22    | 2.75    | 5     | 0.625   |
| 2005-06 | 23    | 60    | 2.60    | 6     | 0.26    |
| 2006-07 | 31    | 114   | 3.67    | 7     | 0.22    |
| 2007-08 | 31    | 106   | 3.41    | 9     | 0.29    |
| 2008-09 | 33    | 106   | 3.21    | 9     | 0.29    |
| 2009-10 | 27    | 52    | 1.95    | 7     | 0.26    |
| 2010-11 | 33    | 104   | 3.15    | 14    | 0.42    |
| 2011-12 | 43    | 142   | 3.30    | 9     | 0.2     |
| 2012-13 | 52    | 177   | 3.40    | 10    | 0.19    |
| 2013-14 | 46    | 130   | 2.82    | 16    | 0.34    |
| 2014-15 | 49    | 144   | 2.93    | 17    | 0.34    |

## Матчі національних збірних
| Дата              | Збірні                  | Рахунок | Турнір               | ЖК | YK · YK · RK | RK |
| ----------------- | ----------------------- | ------- | -------------------- | -- | ------------ | -- |
| 17 листопада 2007 | Андорра – Естонія       | 0 – 2   | Кваліфікація ЧЄ      | 7  | 0            | 0  |
| 26 березня 2008   | Мальта – Ліхтенштейн    | 7 – 1   | Товариський матч     | 1  | 0            | 1  |
| 26 травня 2008    | Швеція – Словенія       | 1 – 0   | Товариський матч     | 1  | 0            | 0  |
| 11 жовтня 2008    | Фінляндія – Азербайджан | 1 – 0   | Кваліфікація ЧС      | 5  | 0            | 0  |
| 29 травня 2009    | Ірландія – Нігерія      | 1 – 1   | Товариський матч     | 0  | 0            | 0  |
| 9 вересня 2009    | Словенія – Польща       | 3 – 0   | Кваліфікація ЧС      | 4  | 0            | 0  |
| 10 жовтня 2009    | Норвегія – ПАР          | 1 – 0   | Товариський матч     | 4  | 0            | 1  |
| 3 вересня 2010    | Франція – Білорусь      | 0 – 1   | Кваліфікація ЧЄ      | 2  | 0            | 0  |
| 26 березня 2011   | Болгарія – Швейцарія    | 0 – 0   | Кваліфікація ЧЄ      | 5  | 0            | 0  |
| 6 вересня 2011    | Бельгія – США           | 1 – 0   | Товариський матч     | 0  | 0            | 0  |
| 11 жовтня 2011    | Норвегія – Кіпр         | 3 – 1   | Кваліфікація ЧЄ      | 2  | 0            | 0  |
| 12 жовтня 2012    | Франція – Японія        | 0 – 1   | Товариський матч     | 1  | 0            | 0  |
| 16 жовтня 2012    | Словаччина – Греція     | 0 – 1   | Кваліфікація ЧС      | 5  | 0            | 0  |
| 14 листопада 2012 | Польща – Уругвай        | 1 – 3   | Товариський матч     | 2  | 0            | 0  |
| 29 травня 2013    | Англія – Ірландія       | 1 – 1   | Товариський матч     | 0  | 0            | 0  |
| 7 червня 2013     | Албанія – Норвегія      | 1 – 1   | Кваліфікація ЧС      | 4  | 0            | 0  |
| 15 жовтня 2013    | Швеція – Німеччина      | 3 – 5   | Кваліфікація ЧС      | 4  | 0            | 0  |
| 11 жовтня 2014    | Румунія – Угорщина      | 1 – 1   | Кваліфікація ЧЄ      | 12 | 0            | 0  |
| 15 листопада 2014 | Чорногорія – Швеція     | 1 – 1   | Кваліфікація ЧЄ      | 4  | 0            | 0  |
| 18 листопада 2014 | Австрія – Бразилія      | 1 – 2   | Товариський матч     | 1  | 0            | 0  |
| 31 березня 2015   | Нідерланди – Іспанія    | 2 – 0   | Товариський матч     | 0  | 0            | 0  |
| 12 червня 2015    | Ісландія – Чехія        | 2 – 1   | Кваліфікація ЧЄ      | 2  | 0            | 0  |
| 4 вересня 2015    | Данія – Албанія         | 0 – 0   | Кваліфікація ЧЄ      | 6  | 0            | 0  |
| 10 жовтня 2015    | Азербайджан – Італія    | 1 – 3   | Кваліфікація ЧЄ      | 1  | 0            | 1  |
| 15 червня 2016    | Франція – Албанія       | 2 – 0   | Євро 2016 (група A)  | 3  | 0            | 0  |
| 22 червня 2016    | Чехія – Туреччина       | 0 – 2   | Євро 2016 (група D)  | 5  | 0            | 0  |
| 4 вересня 2016    | Норвегія – Німеччина    | 0 – 3   | Кваліфікація ЧС 2018 | 3  | 0            | 0  |
| 25 березня 2017   | Болгарія – Нідерланди   | 2 – 0   | Кваліфікація ЧС 2018 | 0  | 0            | 0  |